# Krusenhagen
Krusenhagen är en kommun och ort i Landkreis Nordwestmecklenburg i förbundslandet Mecklenburg-Vorpommern i Tyskland.
Kommunen ingår i kommunalförbundet Amt Neuburg tillsammans med kommunerna Benz, Blowatz, Boiensdorf, Hornstorf och Neuburg.